# Diario de Bergantiños
Diario de Bergantiños es un diario español que se publica en Carballo (Galicia) editado por el grupo Editorial La Capital que también edita en la actualidad, entre otros, los diarios El Ideal Gallego, DxT Campeón, Diario de Arousa o Diario de Ferrol.
El periódico centra su contenido en la comarca de Bergantiños, Fisterra, Soneira y Xallas, con información eminentemente local de cada una de ellas. En total, 18 municipios.
Diario de Bergantiños salió con cabecera propia por primera vez el 23 de noviembre de 2003, cumpliendo en 2023, 20 años de actualidad local.
Posee edición en papel y digital a través de su página web.